# Vilmos Ágel
Vilmos Ágel (ur. 11 lutego 1959 w Budapeszcie) – węgierski językoznawca i germanista.

## Życiorys
W latach 1978–1984 studiował germanistykę, luzytanistykę oraz geografię na Uniwersytecie Loránda Eötvösa w Budapeszcie. Doktoryzował się w 1988 roku na podstawie pracy Überlegungen zur Theorie und Methode der historisch-synchronen Valenzsyntax und Valenzlexikographie. Habilitację uzyskał w 1997 roku.
W latach 2000–2004 piastował stanowisko profesora w Instytucie Germanistyki Uniwersytetu Segedyńskiego. W 2004 roku został profesorem językoznawstwa germanistycznego i lingwistyki systemowej na Uniwersytecie w Kassel.
Od 2004 roku współredaguje czasopismo „Zeitschrift für Germanistische Linguistik” (ZGL).

## Wybrana twórczość
- Valenztheorie (2000)[3]
- Bastian Sick und die Grammatik. Ein ungleiches Duell (2008)[4]
- Grammatische Textanalyse. Textglieder, Satzglieder, Wortgruppenglieder (2017)[5]